# Молодий театр (Леся Курбаса)
Молоди́й теа́тр — театральна трупа, очолювана Лесем Курбасом, яка діяла у Києві в 1917—1919 роках. Відмовившись від етнографічного репертуару, цей театр зайнявся пошуком нових форм втілення сучасної української та світової класичної драматургії.

## Ядро трупи
Ядро трупи становили випускники Музично-драматичної школи Миколи Лисенка, серед яких Василь Василько, Йона Шевченко, Марко Терещенко, Володимир Калин, Степан Бондарчук, Поліна Самійленко, Софія Мануйлович, Антоніна Смерека, Олексій Ватуля, Поліна Нятко, Олімпія Добровольська, дві доньки Ганни Борисоглібської — Олена Рокитянська і Софія Горст — та інші талановиті актори.
Більшість вистав як режисер поставив сам Лесь Курбас. Крім нього також працювали режисерами Гнат Юра, Валерій Васильєв і Семен Семдор. Художником-постановником був Анатолій Петрицький, а на деякі постановки запрошувались також Михайло Бойчук і Сергій Гречаний.
Першим композитором, який співпрацював з трупою «Молодого театру» на постійній основі, був Наум Пруслін.

## Напрям діяльності і репертуар
У статтях Леся Курбаса в «Робітничій газеті» під назвами «Маніфест» і «Молодий театр» (1917) було висвітлено мистецькі цілі і принципи театру. Молодий театр відмовився від етнографічного репертуару і представив сучасні українські п'єси і світову класику.
Курбас прагнув створити інтелектуальний і філософський театр. Його пошуки нових форм привели до творчого використання в своїх постановках ритму, жесту, музики і художнього виразу.
Серед постановок першого сезону реалістична «Чорна Пантера і Білий Медвідь» і «Базар» В. Винниченка, натуралістична «Молодість» М. Гальбе і «Лікар Керженцев», основана на оповіданні Л. Андрєєва «Мисль» (Думка) у постановці Гната Юри. Вони супроводжувалися стилізованою презентацією символічних етюдів Олександра Олеся («Осінь», «Танець життя», «При світлі ватри», «Тихого вечора»), які були поставлені Лесем Курбасом і Гнатом Юрою. Молодий Театр завершив свій перший сезон «містерією духу» з елементами імпресіонізму «Йоля» Єжи Жулавського.

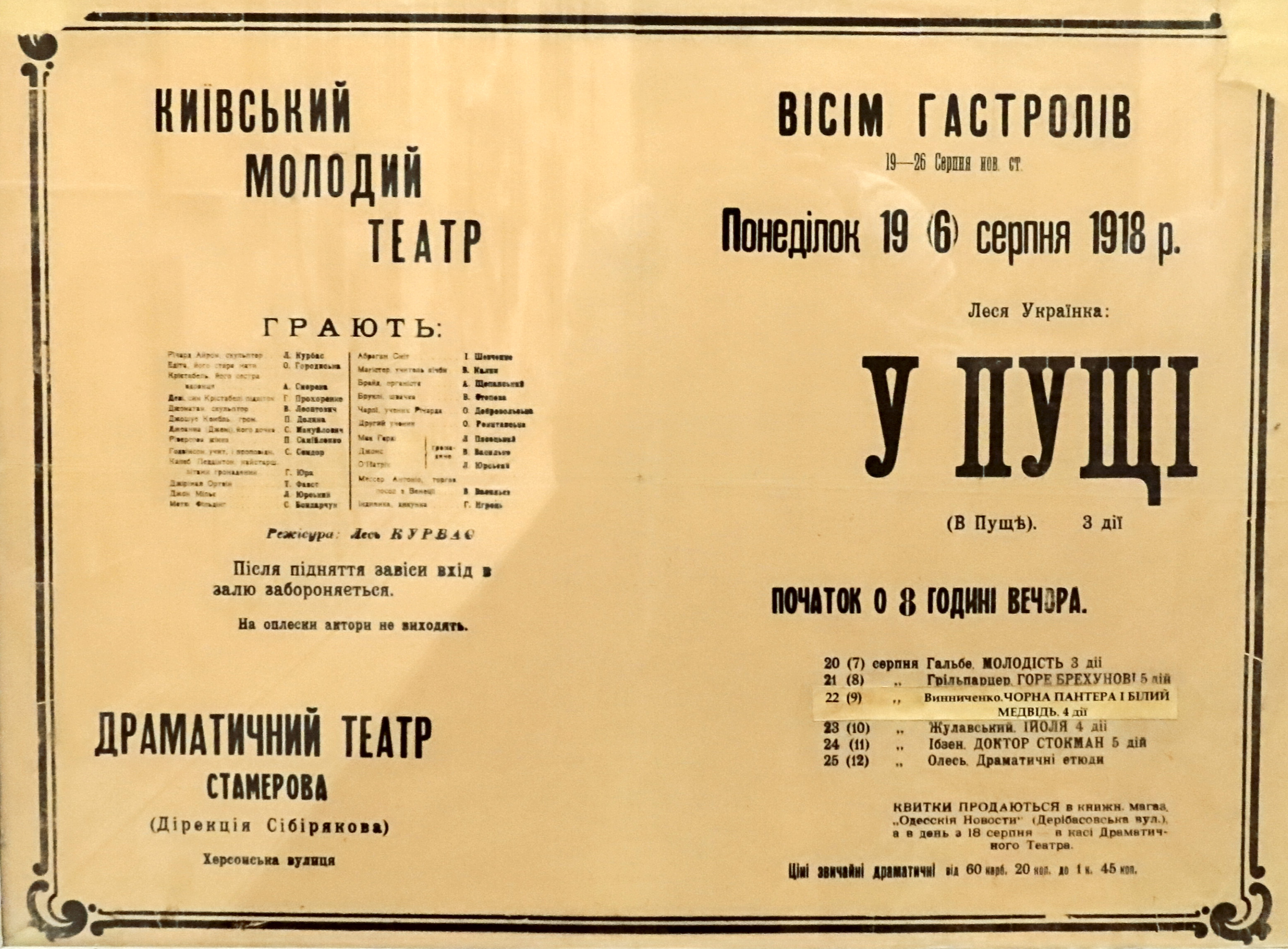
Афіша театру

Сцена з вистави «Чорна пантера» (Мігуелес — В. Васильєв, Сніжинка — О. Добровольська, Мати — О. Городиська)

Сцена з вистави «Цар Едіп» (Едіп — Л. Курбас, Йокаста — В. Щепанська, Креон — В. Леонтович)

У жовтні 1918 року оголошується набір молоді в Незалежну студію при «Молодому театрі», викладачами якої були провідні педагоги Вищого музично-драматичного інституту ім. М. В. Лисенка й видатні діячі сцени: Василь Василько, Марко Терещенко та інші.
Другий сезон (1918—1919) відкрився курбасівською постановкою «Цар Едіп» Софокла, яка стала першою українською постановкою грецької класики. Наступними були постановки Курбаса «У пущі» Лесі Українки, «Горе брехунові» Грільпарцера та «Шевченківський вечір» (експресіоністські постановки драматичних поем Тараса Шевченка «Єретик» («Іван Гус») і «Великий льох», інсценізації поезій Кобзаря «І небо невмите…», «На Великдень, на соломі», «Не спалося, — а ніч, як море…», «У неділеньку та ранесенько…»).
1918 року Лесь Курбас задумав створити широкий сатиричний огляд злободенних подій, використавши для цього принцип вертепу. На початку січня 1919 року молодотеатрівці показали прем'єру містерії-традиції «Різдвяний вертеп».
Гнат Юра поставив протягом другого сезону п'єсу «Кандіда» Б. Шоу, «Затоплений дзвін» Г. Гауптмана, «Гріх» В. Винниченка. Валерій Васильєв поставив «Тартюф» Мольєра, Семен Семдор — «Ворог народу» («Доктор Стокман») Генріка Ібсена. В репертуарі театру також «Жінка з моря» Ібсена, «Оргія» Лесі Українки, «Розбійники» Шіллера, «По дорозі в казку» Олеся, «Ромео і Джульєтта» Шекспіра.
21 травня 1918 року було прийнято статут Товариства на вірі «Молодий театр у Києві». Крім узаконення існування «Молодого театру», цей документ також висвітлював головну мету, що її ставив колектив у мистецтві, шляхи здійснення його планів та організаційну структуру Товариства. До того часу такого статуту не мав жоден український театр. Всіма справами Товариства керували повні члени-товариші. У випадку його банкрутства вони несли відповідальність за борги «усім своїм майном». До числа повних членів-товаришів були прийняті С. Бондарчук, М. Терещенко, В. Васильєв, О. Раун-Добровольська, Г. Юра, Й. Шевченко, П. Самійленко, В. Бондаренко, С. Мануйлович.
При «Молодому театрі» діяла драматична студія, в якій навчалися Л. Болобан, Г. Ігнатович, В. Маслюченко, Л. Предславич, П. Нятко, О. Швачко, М. Склярова, Л. Липківський та ін. Студійці брали участь у виставах театру, поставили дитячу оперу «Коза-дереза» М. Лисенка.
Весною 1919 Молодий театр був націоналізований більшовицьким урядом і разом з Державним драматичним театром влився у створений Перший театр Української Радянської Республіки імені Шевченка.
Хоча театр проіснував лише два роки, він змінив напрямок розвитку українського театру і з його вихованців вийшла ціла когорта майбутніх театральних режисерів 1920-х років, серед яких Лесь Курбас, Гнат Юра, Марко Терещенко, Василь Василько.

## Приміщення театру
Молодотеатрівці виступали на сценах Троїцького й Лук'янівського народних будинків. Першого сезону театр орендував приміщення театру «Бергоньє» за сприяння П. М. Милорадовича, який був українофілом. Театр отримав право на дві ранкові вистави щотижня. Згодом вистави були перенесені на вечір, а осідок театр мав на Фундуклеївській, 5.
1918 року молодотеатрівці звернулися до широких кіл суспільства через «Робітничу газету» з відозвою стосовно підтримки театру, в результаті чого прихильники театру почали купувати паї Товариства на вірі «Молодий театр у Києві», що дало змогу орендувати триповерховий будинок на Прорізній, 17.
Планувалось за рахунок здачі в оренду перших двох поверхів отримати кошти на ремонт будинку, а третій поверх перетворити на театральне приміщення, виготовити декорації, реквізит, костюми і в той же час відрядити до Одеси творчий склад театру для підготовки репертуару театру.
В Одесі колектив Молодого театру оселився в одній зі шкіл у районі Великого Фонтану. На подвір'ї школи серед дерев були розташовані столи на тридцять осіб. Харчувалися з одного казана, який був приладнаний на камінцях. Зарплата нікому не виплачувалась. Репетиції проводили Лесь Курбас, Гнат Юра і Семен Семдор. Валерій Васильєв готувався до постановки «Тартюфа». У вільний час співали, купалися в морі, грали в городки, читали, видавали гумористичний журнал. Для одеситів молодотеатрівці дали сім вистав, які мали успіх.
Наприкінці серпня 1918 року молодотеатрівці повертаються до Києва, але очікуваного приміщення не отримали через конфлікт з орендатором — Товариством «Батьківщина». І хоча проблема з ним була вирішена і ремонт був завершений, приміщення під свою комендатуру реквізували німецькі військові, які панували в місті. Лише після відступу німців театр повернув собі приміщення.

## Персоналії
- Айстра І.
- Білинська Ростислава, завідувачка музичною частиною
- Бойчук Михайло Львович (художник)
- Богдан В.
- Болобан Леонід Вітович
- Бондарчук Степан Корнійович
- Васильєв Валерій Михайлович
- Васильєв Б. (електротехнік)
- Василько Василь Степанович
- Ватуля Олексій Михайлович
- Буйтур М.
- Гавришко Іван
- Гірняк Йосип Йосипович
- Голіцинська Олена Гнатівна
- Городиська Ольга
- Горст Софія Гнатівна
- Гречаний Сергій (художник)
- Дейч Олександр Йосипович
- Добровольська Олімпія Остапівна
- Долина Павло Трохимович
- Дорошенко Антоніна
- Ігнатович-Балінський Гнат Гнатович
- Ігрець (Засульська) Галина
- Ельський Л.
- Калин Володимир Іванович
- Козуб О.
- Коханенко Володимир (суфлер)
- Кошевський Костянтин Петрович
- Лесь Курбас
- Леонтович Володимир (Бондаренко)
- Лабінський Микола Гнатович
- Левченко І.
- Лесюра Л.
- Лісовський В.
- Лісовський Роберт Антонович (художник)
- Липківський Лесь Васильович
- Лопатинський Фавст Львович
- Лючик Л.
- Макаренко Андрій Григорович
- Мануйлович Софія Андріанівна
- Милорадович Петро Михайлович
- Молько Марія
- Мордкін Михайло Михайлович
- Нещадименко Рита Петрівна
- Онацька Віра Дем'янівна
- Петрицький Анатолій Галактіонович (художник)
- Полонський Андрій Матвійович
- Предславич Леонід Юліанович
- Прохоренко Галина (Ганна)
- Пруслін Наум Ісакович (композитор)
- П'ясецький Лесь
- Репніна Надія
- Савченко Яків (письменник)
- Самійленко Поліна Микитівна
- Семдор Семен Зіновійович
- Смерека Антоніна Михайлівна
- Табачникова-Нятко Поліна Мусіївна
- Терещенко Марко Степанович
- Трембіта Кость
- Фавел Теофіл
- Харченко Олександр
- Чернуха Федір
- Чистякова Валентина Миколаївна
- Шевченко Йона Васильович
- Щепанська Віра
- Щепанський Андрій
- Юра Гнат Петрович
- Юра-Юрський Олександр Петрович
- Юхименко Іван Якович